# Trentepohlia (Paramongoma) longifusa
Trentepohlia (Paramongoma) longifusa is een tweevleugelige uit de familie steltmuggen (Limoniidae). De soort komt voor in het Neotropisch gebied.